# Memorial de Maria Raggi
Memorial a Maria Raggi é um monumento escultórico projetado e executado pelo artista italiano Gian Lorenzo Bernini em 1647. Ele está instalado num pilar da nave de Santa Maria sopra Minerva em Roma.

## Maria Raggi
Maria Raggi (1552–1600) era uma freira católica da ilha de Quios. Forçada a se casar ainda muito jovem, Maria enviuvou quando seu marido foi capturado por forças turco otomanas em 1570. Ela tornou-se freira e partiu para Roma em 1584, onde se instalou no palácio da família Marini, perto de Santa Maria sopra Minerva. Uma mulher extremamente piedosa, Maria passava boa parte do dia em oração e, segundo os relatos, realizava muitos milagres. Depois de sua morte, em 1600, havia alguma possibilidade de ela ser canonizada, mas a antipatia do papa Urbano VIII em relação a este tipo de evento impediu e a oportunidade se perdeu.
Três descendentes de Maria foram responsáveis pela encomenda da obra a Bernini, Ottaviano, Tommaso e Lorenzo Raggi. Seus nomes estão anotados nas inscrições em latim na porção inferior do memorial.